# Поделга
Поделга — река в России, протекает по Томской области. Устье реки находится в 509 км по правому берегу реки Тым. Длина реки составляет 167 км, площадь водосборного бассейна 1770 км².

## Бассейн
- 22 км: Боровая
- Болотная
- 85 км: Левая Поделга
  - 27 км: Таёжная
  - Лосевая
- Малая
- Карамная
- Лесная
- 137 км: Сусимкина
- Заломная
- Березовка

## Данные водного реестра
По данным государственного водного реестра России, относится к Верхнеобскому бассейновому округу, водохозяйственный участок реки — Обь от впадения реки Васюган до впадения реки Вах, речной подбассейн реки — Васюган. Речной бассейн реки — (Верхняя) Обь до впадения Иртыша.